# Kerion
Il kerion o cherion è il risultato di una risposta suppurativa dell'ospite all'infezione fungina che caratterizza le dermatomicosi dei follicoli piliferi della barba e del cuoio capelluto.

## Eziologia
I patogeni responsabili sono soprattutto Trichophyton tonsurans, Trichophyton verrucosum e Trichophyton mentagrophytes.

## Clinica
Si presenta normalmente con lesioni rilevate e spongiose disposte a nido d'ape. La risposta infiammatoria è importante e dolorosa e i follicoli mostrano il rilascio di pus. Sono presenti inoltre noduli ed edema, nonché talvolta anche linfadenopatia e febbre.

## Trattamento
La terapia di scelta consiste in somministrazione orale di griseofulvina.